# 11824 Alpaidze
11824 Alpaidze este un asteroid din centura principală, descoperit pe 16 septembrie 1982 de Liudmila Cernîh.